# Spectrwm
spectrwm (förut scrotwm) är en minimalistisk fönsterhanterare för X Window System (X11).
spectrwm påminner mycket om dwm men är enklare att anpassa eftersom det finns en konfigurationsfil där man kan göra egna inställningar. Det finns även stöd för Xinerama (användning av flera bildskärmar samtidigt).
spectrwm finns i bland annat linuxdistributionerna Debian, Ubuntu och Arch Linux.